# قضايا الاعتداء الجنسي على الكنيسة الكاثوليكية في أمريكا اللاتينية
تشكل فضيحة الاعتداء الجنسي على الكاثوليك في أمريكا اللاتينية جزءًا مهمًا من سلسلة قضايا الاعتداء الجنسي على الكاثوليك .

## الأرجنتين
- أدين خوليو سيزار جراسي (من قبل لجنة مكونة من ثلاثة قضاة من المحكمة الجنائية أورال 1 مورون) بتهمة الاعتداء الجنسي وتهمة إفساد قاصر في "مؤسسة الأطفال السعداء" [1] وحُكم عليه بالسجن لمدة 15 عامًا باعتباره العضو الثالث في الكنيسة الكاثوليكية الرومانية في الأرجنتين الذي أدين بتهمة الاعتداء الجنسي على قاصرين.[2] وقال الادعاء العام إنه يدرس تقديم استئناف نيابة عن المدعيتين اللتين تم إسقاط اتهامات الاعتداء الجنسي الموجهة إليهما. أصر الأب جراسي على براءته من التهمة ووعد بالاستئناف.[3]
- في 17 أغسطس 2019، اعترف الأسقف الأرجنتيني سيرجيو بوينانويفا من سان فرانسيسكو، قرطبة، بتاريخ الاعتداء الجنسي في الكنيسة الكاثوليكية في الأرجنتين.[4][5] كما صرح بوينانويفا، الذي تم تصنيفه كـ "رئيس أساقفة" للكنيسة الكاثوليكية الأرجنتينية،[5] أن أزمة الاعتداء الجنسي التي تواجهها الكنيسة في الأرجنتين، والتي تصادف أنها أيضًا موطن البابا فرانسيس، "كانت في بدايتها".[5]
- في 15 يوليو 2020، تم الكشف عن أن أحد المحامين وجه اتهامات جنائية إلى رئيس الأساقفة إدواردو مارتن من روزاريو وسيرجيو فينوي من سانتا في دي لا فيرا كروز لسعهما إلى "استبدال مكتب المدعي العام" من خلال تشجيع الشكاوى إلى هيئة أخرى.[6]

## بوليفيا
- اعترف ألفونسو بيدراجاس بالاعتداء الجنسي على 85 قاصراً في بوليفيا في السبعينيات والثمانينيات أثناء عمله في مدرسة داخلية كاثوليكية. اعترف بيدراجاس بجرائمه في مذكراته الخاصة التي تم اكتشافها بعد وفاته بالسرطان في عام 2009.[7]
- تم القبض على ميلتون موريلو، وهو قس في كنيسة سان روكي، في انتظار جلسة استماع بتهمة الاعتداء الجنسي على الطلاب في إحدى المدارس اللاهوتية في عام 2013.[7]

## البرازيل
أبرشية أنابوليس:
في عام 2005، أُدين الكاهنان البرازيليان، الأب تارسيزيو تاديو سبريسيغو والأب جيرالدو دا كونسولاساو ماتشادو، بارتكاب جرائم تحرش جنسي بالأطفال. وفي الوقت نفسه، تم القبض على الأب فيليكس باربوسا كاريرو واتهامه بالاعتداء الجنسي على الأطفال في ولاية مارانهاو الواقعة في شمال شرق البرازيل، وذلك بعد أن ضبطته الشرطة داخل غرفة فندق برفقة أربعة فتيان مراهقين.
أبرشية بينيدو:
في عام 2010، بدأت السلطات في البرازيل تحقيقًا مع ثلاثة كهنة بعد بث مقطع فيديو يُظهر كاهنًا يعتدي جنسيًا على صبي مذبح على قناة SBT التلفزيونية.

## تشيلي
أبرشية سانتياغو
تمت إدانة خوسيه أندريس أجويري أوفالي، المعروف باسم "كورا تاتو"، بارتكاب تسع تهم بالاعتداء الجنسي من قبل أعلى محكمة في البلاد. حكم على أجويري بالسجن لمدة 12 عامًا. في بداية هذه المحاكمة، حُكم على الكنيسة الكاثوليكية بدفع 50 مليون دولار كتعويضات للضحايا، ولكن بعد ذلك ألغت المحكمة العليا هذا الحكم.

## السلفادور
في نوفمبر 2015، بدأت فضائح الاعتداء الجنسي في الأبرشية الكاثوليكية غير العسكرية الوحيدة في السلفادور، أبرشية سان سلفادور، في الظهور إلى النور، عندما تم طرد ثالث أعلى كاهن في الأبرشية خيسوس ديلجادو، والذي كان أيضًا كاتب سيرة وسكرتير شخصي لرئيس أساقفة السلفادوري أوسكار روميرو من قبل الأبرشية بعد أن أظهر تحقيقها أنه اعتدى على فتاة تبلغ من العمر الآن 42 عامًا، عندما كانت تتراوح أعمارها بين 9 و17 عامًا. بسبب قانون التقادم، لم يكن من الممكن أن يواجه ديلجادو اتهامات جنائية.  في ديسمبر 2016، أدانت محكمة كنسية ديلجادو واثنين آخرين من الكهنة السلفادوريين، فرانسيسكو جالفز وأنتونيو مولينا، بارتكاب أفعال اعتداء جنسي بين عامي 1980 و2000 وعزلتهم من الكهنوت. في نوفمبر 2019، اعترفت الأبرشية بالاعتداء الجنسي الذي ارتكبه كاهن يُعرف باسم ليوبولدو سوسا تولنتينو في عام 1994 وأصدرت اعتذارًا علنيًا لضحيته. تم إيقاف تولنتينو عن الخدمة وبدأ إجراءات المحاكمة القانونية. كما ورد في هذا الوقت أن كاهنًا آخر من السلفادور قد تم ترقيته إلى مرتبة العلمانية في عام 2019 بعد إقراره بالذنب في ارتكاب اعتداء جنسي في محاكمة بالفاتيكان، ويقضي عقوبة بالسجن لمدة 16 عامًا بعد إدانته في محاكمة جنائية.

## المكسيك
الأب مارسيال ماسيل (1920-2008) أسس فيلق المسيح، وهو رهبنة كاثوليكية من الكهنة نشأت في المكسيك. اتهم تسعة من طلاب اللاهوت السابقين في رهبنته ماسيل بالتحرش.  وتراجع أحدهم عن اتهامه، قائلاً إنها مؤامرة تهدف إلى تشويه سمعة الفيلق. أصر ماسيل على براءته من الاتهامات. في أوائل ديسمبر/كانون الأول 2004، وقبل بضعة أشهر من وفاة البابا يوحنا بولس الثاني، أعاد الكاردينال جوزيف راتزينجر (الذي سيحل محله في منصب البابا، ليصبح بنديكتوس السادس عشر) فتح تحقيق الفاتيكان في مزاعم قائمة منذ فترة طويلة ضد ماسيل.
في يناير/كانون الثاني 2020، أعلن مؤتمر الأساقفة في المكسيك أنه حقق مع 426 كاهنًا بتهمة الاعتداء الجنسي على قاصرين وجرائم أخرى غير محددة خلال السنوات العشر الماضية. تمت إحالة 217 كاهنًا إلى التقاعد، ويجري النظر في 173 قضية، وانتهى 253 تحقيقًا. وفقًا للوكالة الكاثوليكية للمعلومات، طلب من فيلق المسيح إعادة الأب. يجب إعادة فرناندو مارتينيز سواريز، الذي اعتدى على ست فتيات على الأقل في تسعينيات القرن العشرين، إلى المكسيك وتسليمه إلى السلطات المدنية. قالت الجماعة إن البابا فرانسيس طرد مارتينيز سواريز، لكنهم لم يفعلوا ذلك بعد. في الثاني من فبراير/شباط 2020، ذكرت صحيفة إل يونيفرسال أنه من بين 156 حالة اعتداء مزعومة على قاصرين بين عامي 2009 و2019، انتهت ستة حالات فقط إلى الإدانة.
أُدين كاهن تم التعرف عليه فقط باسم أريستو "ب" باغتصاب فتاة تبلغ من العمر ثماني سنوات على مدار ثلاث سنوات في سيوداد خواريز، تشيهواهوا، في 22 فبراير 2021.

## بيرو
في عام 2007، عثرت الشرطة الوطنية البيروفية على دانييل برناردو بلتران مورغويا وارد، وهو رجل دين إيطالي بيروفي يبلغ من العمر 42 عامًا، في نزل في سيركادو دي ليما مع صبي يبلغ من العمر 11 عامًا، وكان يلتقط له صورًا جنسية صريحة. تم إغراء الصبي في البداية من قبل مورجيا وارد وإعطائه شخصيات بوكيمون مقابل صور لأجزائه الحميمة. عندما تم القبض على مورجيا وارد، كان قد دفع للصبي 20 سولًا جديدًا (7 دولارات أمريكية) مقابل خدماته في النزل. وذكرت الشرطة أنه تم العثور على صور لطفلين آخرين على كاميرا مورجيا وارد وأن الصبي ادعى أنه تلقى الجنس الفموي من مورجيا وارد. وقد أنكر المتهمون هذه التهم.